# Димитр Греков
Димитр Панайотов Греков (14 вересня 1847, Болград, Бессарабська область, Російська імперія — 7 травня 1901, Софія, Болгарія) — болгарський державний і політичний діяч, голова уряду країни з 30 січня до 13 жовтня 1899.

## Біографія
Народився 1847 року в місті Болграді (нині Одеська область Україна). Закінчив місцеву гімназію, вивчав юриспруденцію в Парижі; був членом суду, потім адвокатом в Румунії. Після звільнення Болгарії став головою Софійського апеляційного суду.
В першому кабінеті, створеному Олександром Баттенбергом (липень 1879), Греков отримав портфель міністра юстиції (кабінети Бурмова та митрополита Климента). Після перевороту 1881 року призначений заступником голови «державної ради», у 1882–1883 роках був міністром юстиції в кабінетах російського генерала Соболєва та Стоїлова. Після зречення Баттенберга був обраний одним з трьох делегатів, які клопотали перед великими державами про найшвидше виставлення кандидата на болгарський престол. З часу зайняття принцом Фердинандом болгарського престолу Греков займав пости міністра юстиції.
У 1890–1894 роках був міністром закордонних справ у кабінетах Стамболова; після падіння уряду Стоїлова із січня до жовтня 1899 року очолював Раду міністрів.